# Sławomir Kopeć
Sławomir Kopeć (ur. 2 sierpnia 1957) – polski fizyk, informatyk, samorządowiec, menedżer i urzędnik państwowy, doktor nauk fizycznych, w latach 2000–2001 podsekretarz stanu w Ministerstwie Łączności.

## Życiorys
W 1980 ukończył studia z fizyki na Wydziale Matematyki, Fizyki i Informatyki Uniwersytetu Jagiellońskiego. W 1986 uzyskał tam stopień doktora nauk fizycznych, specjalizując się w fizyce teoretycznej i matematycznej. Od 1986 do 1999 był tam pracownikiem naukowo-dydaktycznym. W 2013 związał się z Akademią Górniczo-Hutniczą, gdzie pełni funkcje dyrektora Centrum Zaawansowanych Technologii Miasta Przyszłości oraz koordynatora projektów strategicznych uczelni.
W latach 1990–2006 działał w samorządzie: był radnym i przewodniczącym rady miejskiej w Skawinie oraz wiceprzewodniczącym rady powiatu krakowskiego. Od 1991 do 1999 członek Unii Polityki Realnej, był liderem krakowskich struktur partii oraz kandydatem w wyborach do Sejmu w 1997. Przeszedł później do Stronnictwa Konserwatywno Ludowego. W latach 2000–2001 podsekretarz stanu w Ministerstwie Łączności, od 20 listopada 2000 dodatkowo pełnomocnikiem rządu ds. telekomunikacji na wsi. Sprawował później funkcję prezesa małopolskiego oddziału Agencji Restrukturyzacji i Modernizacji Rolnictwa. Od 2004 do 2008 pełnił funkcję dyrektora Departamentu Społeczeństwa Informacyjnego w Urzędzie Marszałkowskim Województwa Małopolskiego. W latach 2008–2011 prezes zarządu Krakowskiego Parku Technologicznego, a od 2011 do 2013 prezes spółki Małopolska Sieć Szerokopasmowa. Od 2011 pozostaje szefem Forum Nowej Ekonomii. W latach 2007–2009 przewodniczył Społecznemu Zespołowi ds. Strategii Informatyzacji Państwa przy Ministrze Spraw Wewnętrznych i Administracji, dodatkowo w latach 2006–2008 zasiadał w Radzie Informatyzacji przy tym samym ministrze.
Odznaczony Srebrnym Krzyżem Zasługi za zasługi w działalności na rzecz rozwoju informatyzacji w Polsce (2009).